# Almirall
Almirall est une entreprise pharmaceutique espagnole basée à Barcelone et fondée en 1943.

## Histoire
- 1979 Lancement de la gastroprocinètic cleboprida en Espagne, premier produit de stagiaire de recherche qui obtient une AMM dans un autre pays.
- 1984 Lancement de l'antiacide stocké en Espagne .
- 1985 Lancement du pikétoprofène topique anti-inflammatoire en Espagne .
- 1990 Lancement de l'antihistaminique ébastine et du cinitapride gastroprocinétique en Espagne . Ouverture d'une filiale en Belgique.
- 1992 Lancement de l'anti-inflammatoire acéclofénac en Espagne .
- 1993 Ouverture d'une filiale au Portugal.
- 1994 Ouverture du nouveau siège social d'Almirall à Barcelone .
- 1995 Inauguration de l'extension et de la rénovation de l'usine pharmaceutique de Sant Andreu de la Barca (Barcelone).
- 1997 Fusion entre Almirall et Prodesfarma.
- 2000 Autorisation de mise sur le marché de l'antimigraineux almotriptan par la FDA (États-Unis). Il s'agit alors du premier médicament issu de la R&D espagnol approuvé par la FDA.
- 2001 Ouverture d'une filiale au Mexique et acquisition d'une filiale en France .
- 2002 Ouverture d'une filiale en Italie .
- 2003 Ouverture d'une filiale en Allemagne .
- 2005 Almirall acquiert les droits commerciaux de Sativex en Europe pour le traitement de la spasticité associée à la sclérose en plaques .
- 2006 Inauguration du nouveau centre de R&D à Sant Feliu de Llobregat (Barcelone, Espagne). Acquisition du Centre de développement par inhalation de Bad Homburg (Allemagne).
- 2007 Introduction en bourse et introduction sur le marché continu en Espagne. Acquisition d'Hermal, société européenne de prescription spécialisée en dermatologie, auprès de Reckitt Benckiser. Acquisition d'un portefeuille de 8 produits auprès de Shire plc .
- 2008 Ouverture de filiales en Autriche, Pologne, Royaume-Uni, Irlande et Suisse.
- 2010 Ouverture d'une filiale dans les pays nordiques.
- 2011 Amiral lance Actikerall, indiqué pour le traitement topique de la kératose actinique.
- 2012 Ouverture d'une filiale au Canada. Lancement de l'aclidini, indiqué pour la bronchopneumopathie chronique obstructive (BPCO), en Europe sous la marque Eklira Genuair et Bretaris Genuair et, aux États-Unis sous la marque Tudorza Pressair. Lancement de Monovo indiqué dans le traitement des maladies inflammatoires cutanées telles que le psoriasis
- 2013 Acquisition d'Aqua Pharmaceuticals, société américaine spécialisée en dermatologie . Lancement de linaclotida Europe (Constella) pour le syndrome du côlon irritable avec constipation (IBS-R). Ouverture d'une filiale aux Pays-Bas.
- 2014 Revente toutes ses activités dans le domaine respiratoire à AstraZeneca afin de se recentrer sur la dermatologie.
- 2015 Acquisition de Poli Group.
- 2016 Acquisition de ThemiGen LLC.
- En août 2018, Almirall annonce l'acquisition de 5 marques dermatologiques, notamment dédiés à l'acné, auprès d'Allergan pour 650 millions de dollars[5].

## Produits
| Marque     | Principe actif | Indication          |
| ---------- | -------------- | ------------------- |
| Ebastel    | Ebastine       | Allergie            |
| Monodox    | Doxycycline    | Acné                |
| Acticlate  | Doxycycline    | Acné                |
| Almogran   | Almotriptan    | Migraine            |
| Tesavel    | Sitagliptine   | Diabète             |
| Efficib    | Sitagliptine   | Diabète             |
| Solaraze   | Diclofénac     | Kératose            |
| Airtal     | Acéclofénac    | Inflammation        |
| Decoderm   | Flupredniden   | Dermatite mycosique |
| Cordran    | Fludroxicortid | Dermatite           |
| Parapres   | Candésartan    | Hypertension        |
| Almax      | Almagate       | Acidité             |
| Balneum    | Urée           | Peau sèche          |
| Cleboril   | Clébopride     | Reflux              |
| Actikerall | Fluorouracile  | Kératose actinique  |
| Sativex    | THC+CBD        | Sclérose en plaques |
| Monovo     | Mométasone     | Psoriasis           |